# Mitsubishi en Top Race
Mitsubishi es una marca japonesa de automóviles, con una reconocida trayectoria a nivel mundial en el automovilismo, gracias a sus participaciones en el World Rally Championship. Al mismo tiempo, es reconocida en Argentina por sus incursiones en la categoría TC 2000 junto a sus connacionales Honda y Toyota. Mientras que en la categoría Top Race, es la marca más joven de la categoría TRV6 y la primera de origen japonés en participar en dicha competición, ya que fue estrenada en el año 2010.
Al igual que en sus tiempos en el TC 2000, la marca está representada a través del equipo GF Racing, propiedad del piloto Gabriel Furlán, que al mismo tiempo representa oficialmente a la marca. Tanto a nivel mundial como internacional, Mitsubishi siempre fue representada y destacada por su modelo insignia, el Mitsubishi Lancer, el modelo más antiguo de la marca. En el TRV6, este modelo fue tomado para la fabricación de siluetas que imitan sus líneas, siendo ensamblado sobre una estructura tubular de caños y motorizado con el motor TRV6 by Berta de la categoría. Por tal motivo y debido a que actualmente está representado de manera oficial, el modelo es conocido como Mitsubishi Lancer GT TRV6, siendo utilizada la octava generación de este modelo.

## Historia
La historia de la marca de los 3 rombos en Top Race se inicia en 2001 cuando se pone en pista el Mitsubishi Galant del Alfa Racing teniendo como pilotos a Raúl Sinelli y Henry Martin.
A lo largo de más de 10 años, el equipo GF Racing del piloto Gabriel Furlan trabajó en casi todos sus proyectos deportivos acompañado por la marca Mitsubishi. El vínculo entre la marca japonesa y este equipo, nació luego de la obtención del título de Fórmula 3 Sudamericana por parte de Furlán en el año 1998, con una unidad impulsada con un motor Mitsubishi. Este logro del piloto de Ciudad Evita, lo impulsó a querer llevar a la marca al automovilismo argentino, debutando por primera vez en el TC 2000 en el año 1999.
Durante siete años (desde 1999 hasta 2005), el GF Racing se encargó de la puesta en pista y atención de modelos Mitsubishi Lancer tanto de manera particular, como con apoyo oficial de la marca. Hasta que en 2005 y tras un infortunado suceso (Nicolás Vuyovich, piloto oficial de Toyota, había fallecido en un accidente aéreo y Furlán fue convocado en su reemplazo), el vínculo terminaría disolviéndose.
Sin embargo, tras cinco años sin pisar las pistas, Furlán anuncia en 2010 sus intenciones de volver a competir con Mitsubishi, pero en este caso en el Top Race V6, categoría en la que competiría con representación oficial. El proyecto del equipo, previó la terminación del primer modelo para el inicio de la segunda mitad de la Temporada 2010, agregando una unidad más con el correr de las fechas. Fue así que en el inicio del Torneo Clausura 2010 de Top Race, el GF Racing estrenaría su nueva estructura bajo la denominación de Mitsubishi GF Racing, el cual llevaba la representación oficial de Mitsubishi en el TRV6. El modelo elegido para esta competencia, fue nada más ni nada menos que la octava generación del Lancer, conocido como Mitsubishi Lancer GT, el cual al obtener la representación oficial, es denominado como Mitsubishi Lancer GT TRV6. Ese año, la primera alineación del equipo Mitsubishi mostró en pista a Gabriel Furlán, acompañado del piloto neuquino Francisco Troncoso.
Actualmente, y a pesar de estar homologado como opción de carrozado para competir en la categoría, solamente es empleado por el equipo GF Racing de TRV6, llevando como pilotos a Gabriel Furlán y Rafael Morgenstern, y siendo esta la única divisional en la cual está representada la marca en Top Race.

## Pilotos que compitieron con la marca
- Gabriel Furlán
- Rafael Morgenstern
- Francisco Troncoso

Hasta el momento, la marca no ha tenido ganadores entre 2010 y 2011.